# اریک پاپیلایا
اریک پاپیلایا (به انگلیسی: Eric Papilaya) (زاده ۹ ژوئن ۱۹۷۸) خواننده اتریشی است.
او در مسابقه آواز یوروویژن ۲۰۰۷ نماینده اتریش بود.